# Livio Frittella
Livio Frittella (Roma, 26 marzo 1962) è un giornalista e scrittore italiano.

## Biografia
Già redattore e conduttore del Telegiornale dell'emittente televisiva del Lazio GBR; e collaboratore di molte testate fra cui: Il Tempo, Il Messaggero, Paese Sera; e diversi periodici, nel 2002 entra in Rai, al Giornale Radio, prima nella redazione Internet e poi, dal 12 ottobre del 2014, all'Editing del GR2, dove poi ne diventa conduttore.

## Riconoscimenti
- 1992 - Premio “Personalità Europea” per l’attività giornalistico-divulgativa.
- 1993 - Nomina a socio benemerito dell’Associazione Nazionale per la Tutela della Vista.
- 1995 - Riconoscimento “Noi e voi insieme” per l’opera di sensibilizzazione sulle tematiche della disabilità.

## Opere
- L.Frittella, Le parole dello spettacolo. Dizionario di cinema, teatro, radio e televisione; Torino, Edizioni Lindau, 2005, ISBN 978-88-718-0552-8.
- L.Frittella, Italiani. Citazioni, aforismi, pensieri sugli abitanti del Belpaese; Milano, Neri Pozza, 2011, ISBN 9788854505483.
- Gian Piero Ventura Mazzuca - L.Frittella, Templari. Dal Ducato di Puglia e Calabria all'Italia del Terzo Millennio; Roma, Edizioni Efesto, 2017, ISBN 978-88-948-5536-4.
- L.Frittella, Olimpionary. Dizionario dei termini sportivi; Roma, Stampa Alternativa, 2017, ISBN 9788862226028.
- L.Frittella, Ingannevoli apparenze. Un giallo vintage; Torino, Robin Edizioni, 2022, ISBN 9791254672907.
- L.Frittella, I Misteri dello Zoopark. Un giallo bestiale; Roma, Edizioni Efesto, 2023, ISBN 9788833814650.
- L.Frittella, Olimpionary. Dizionario dei termini sportivi (edizione aggiornata); Roma, Edizioni Efesto, 2024, ISBN 9788833815725.
- L.Frittella, Ulyssex. Viaggio tra le bizzarrie erotiche di una galassia in pericolo; La Spezia, Il Filo di Arianna, 2024, ISBN 9791254750933.
- L.Frittella, Agnizione fatale. Un giallo in alto mare; Città di Castello, LuoghInteriori, 2025, ISBN 9788868645878.